# Remungol
Remungol korábbi község Franciaországban, Morbihan megyében. Lakosainak száma 970 fő (2018. január 1.). Remungol Moustoir-Remungol, Naizin, Moréac, Plumelin, Guénin, Pluméliau, Évellys és Pluméliau-Bieuzy községekkel határos.
2016. január 1-jén Moustoir-Remungol és Naizin korábbi községgel egyesült és az így létrejött Évellys új község része lett.

## Népesség
A település népessége az elmúlt években az alábbi módon változott:
| Lakosok száma | 1107 | 1026 | 949  | 890  | 863  | 950  | 938  | 955  | 978  | 970  |
|               | 1962 | 1968 | 1982 | 1990 | 1999 | 2008 | 2011 | 2013 | 2017 | 2018 |